# Kora (porosty)

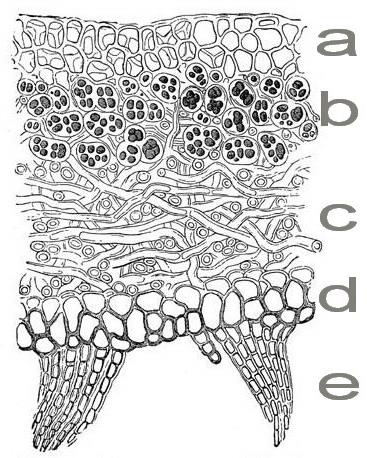
Budowa porosta o plesze heteromerycznej: a – kora górna, b – warstwa glonowa, c – warstwa miąższowa, d – kora dolna, e – chwytniki

Kora lub warstwa korowa – u porostów jest to zewnętrzna warstwa plechy. Zwykle jest jasna lub bezbarwna, rzadziej ciemna. Zazwyczaj zbudowana jest z gęsto splątanych i grubościennych strzępek grzyba. Na przekroju poprzecznym wyróżnia się dwa rodzaje budowy kory:
- struktura nibytkankowa, paraplektenchymatyczna,
- struktura zbudowana ze strzępek biegnących stycznie do powierzchni plechy[2].

Kora może występować tylko na górnej stronie plechy porostu, na obydwu stronach, a u niektórych gatunków porostów skorupiastych także na bokach areolek. Plechę, w której występuje kora, nazywa się plechą heteromeryczną. W plechach homeomerycznych kory brak, występuje w postaci szczątkowej lub występuje tylko cienka, jednowarstwowa kora górna.